# کنرات یکم
کنرات یکم (آلمانی: Konrad I؛ زادهٔ حدود ۸۹۰- مرگ ۲۳ دسامبر ۹۱۸) از سال ۹۰۶ میلادی دوک فرانکن و از ۹۱۱ تا سال مرگش پادشاه آلمان بود. او تنها پادشاه آلمان از دودمان کنرادی بود.
کنرات نخستین شاه آلمان بود که از سوی سران قبیله‌های ژرمن برای پادشاهی بر فرانک خاوری و جانشینی لوئی بچه پادشاه کارولنژی انتخاب‌شد.

## زندگی
او پسر کنراد مهتر دوک تورینگن و از دودمان کنرادی بود. با مرگ لوئی بچه وی از سوی فرمانروایان زاکسن، بایرن و سواب در ۱۰ نوامبر ۹۱۱ میلادی در شهر فورشهایم به جانشینی او برگزیده‌شد. این اقدام در مخالفت با پادشاهی شارل ساده بر فرانک خاوری انجام پذیرفت.
کنرات یک لشکرکشی را بر ضد شارل ساده رهبری نمود که هدفش بازگرداندن لورن به خاک فرانک خاوری بود. این لشکرکشی با ناکامی روبرو گشت. همچنین در زمان او مرزهای فرانک خاوری در معرض تازش‌های مجارها قرار گرفت. از دیگر سو دوک‌های آلمانی نیز سر به شورش برداشتند و کنرات هم در یکی از این جنگ‌ها زخمی‌شد و سرانجام بر اثر همان زخم در دژ وایلبورگ درگذشت.